# Вільгельм Моріц
Вільгельм «Віллі» Моріц (нім. Wilhelm „Willi“ Moritz; 29 червня 1913, Альтона, Німецька імперія — 28 червня 2007, Онтаріо, Канада) — німецький льотчик-ас винищувальної авіації, майор люфтваффе (1 січня 1945). Кавалер Лицарського хреста Залізного хреста.

## Біографія
В 1933 році вступив у вермахт. В 1935 році був направлений на навчання в авіаційне училище. Під час Польської кампанії служив в 2-й групі 1-ї винищувально-штурмової ескадри; літав на Bf.110. Влітку 1940 року переведений в 2-у групу 77-ї винищувальної ескадри, а 9 вересня 1940 року призначений командиром 6-ї ескадрильї. З початку 1941 року — командир навчальної ескадрильї 4-го винищувального авіаційного училища. З 4 квітня 1942 року — командир 2-ї ескадрильї 1-ї винищувальної ескадри, з жовтня 1942 року — 12-ї ескадрильї 51-ї винищувальної ескадри. Учасник Німецько-радянської війни. З 18 жовтня 1943 року — командир 6-ї ескадрильї 3-ї винищувальної ескадри. Учасник боїв на Західному фронті. З 18 квітня по 5 грудня 1944 року командував 4-ю (штурмовою) групою 3-ї винищувальної ескадри. 1 січня 1945 року призначений командиром 4-ї навчальної групи 1-ї навчальної винищувальної ескадри, в березні 1945 року — 2-ї (штурмової) групи 4-ї винищувальної ескадри.
Всього за час бойових дій здійснив понад 500 бойових вильотів і збив 44 літаки, з них 24 на Західному фронті (включаючи 10 чотиримоторних бомбардувальників).

## Нагороди
- Нагрудний знак пілота
- Медаль «За вислугу років у Вермахті» 4-го класу (4 роки)
- Залізний хрест 2-го і 1-го класу
- Почесний Кубок Люфтваффе (11 жовтня 1943)
- Відзначений у Вермахтберіхт (8 липня 1944)
- Лицарський хрест Залізного хреста (18 липня 1944) — за 41 перемогу.
- Німецький хрест в золоті (1945)
- Авіаційна планка винищувача в золоті із застібкою «500»